# 아이아이 가사: 다시 만난 그날
《아이아이 가사: 다시 만난 그날》(일본어: あいあい傘, 영어: Aiaigasa)는 2018년 10월에 개봉한 일본의 미스터리, 로맨스, 드라마 영화이다.
 타쿠마 타카유키가 감독과 각본을 맡았다.
 일본은 2018년 10월 26일에 대한민국은 2019년 5월 30일에 개봉되었다.

## 줄거리
단 하루 열리는 특별한 여름 축제

그곳에서 우리는 다시 만났다

어느 날 갑자기 사라진 아버지를 찾아

작은 시골 마을에 찾아온 '사츠키'.

축제를 핑계로 우연히 만난 ‘세이타로’와 함께 마을을 둘러보던 도중,

아버지와 그리고 미처 몰랐던 가족까지 마주하게 되는데..

아버지에 대한 미움도, 추억도 어느덧 희미해졌지만

자꾸만 보고 싶은 이야기가 온다.

## 출연진

### 주연
- 쿠라시나 카나 - 타카시마 사츠키 역
- 이치하라 하야토 - 아마미야 세이타로 역
- 타테카와 단슌 - 시노노메 로쿠로 역

### 조연
- 하라다 토모요 - 마츠오카 타마에 역
- 이리야마 안나 - 마츠오카 마이코 역
- 타카하시 메리준 - 후쿠다 히데코 역
- 후카와 슌타 - 후나다 토모유키 역
- 나가이 마사루 - 아마미야 토라조 역
- 카네다 아키오